# نیما طباطبایی
نیما طباطبایی (زاده ۱۳۵۶، آمریکا – درگذشته ۱۳۹۵ تهران) کارگردان ایرانی بود.

## زندگی هنری
نیما طباطبایی در سال ۱۳۵۶ متولد شد. او فارغ‌التحصیل کارشناسی رشته مهندسی زراعت از دانشگاه آزاد اسلامی قائم شهر بود. وی تحصیلات سینمایی خود را در مدرسه سینمایی کلمبیا (لس انجلس) تا سال دوم سپری کرد و نیمه تمام گذاشت. او پس از چندی دوره بازیگری را در آموزشگاه «حمید سمندریان» طی نمود. نیما طباطبایی فرزند «غلامرضا طباطبایی» و خواهرزاده «رویا تیموریان» بازیگر سینما و تلویزیون ایران بود.

## درگذشت
نیما طباطبایی در ۲۸ آذر ۱۳۹۵ پس از پشت سر گذاشتن یک دوره بیماری (سرطان) درگذشت. پیکر او صبح روز سه‌شنبه ۳۰ آذر ۱۳۹۵ از خانه سینمای ایران تشییع و در قطعه هنرمندان بهشت زهرای تهران به خاک سپرده شد.
در شهریور ۱۳۹۶ همزمان با اکران فیلم مستند «داستان یک حرفه» در جشنواره فیلم سلامت مراسم یادبود نیما طباطبایی با حضور هنرمندان برگزار شد.

## فیلم‌شناسی

### کارگردان
- داستان یک حرفه (۱۳۹۵)[۶]
- من ناصر حجازی هستم (۱۳۹۴)
- یادگاری (۱۳۹۳)[۷]
- از ریو تا تهران (۱۳۸۹)